# Pinoxaden
Pinoxaden ist eine synthetisch hergestellte chemische Verbindung aus der Gruppe der Phenylpyrazoline, die als Herbizid eingesetzt wird.

## Gewinnung und Darstellung
Pinoxaden kann durch eine thermische Kondensation eines cyclischen Hydrazins und eines Arylmalonamids (welches wiederum aus 2,6-Diethyltoluidin gewonnen wird) synthetisiert werden. Das entstehende Zwischenprodukt wird unter Standardbedingungen in seinen Enolester Pinoxaden umgesetzt.

## Eigenschaften
Pinoxaden ist ein geruchloser weißer Feststoff, als technisches Produkt eine gelb-orange Flüssigkeit mit einem Geruch nach Thymol. Seine Halbwertszeit gegenüber Hydrolyse beträgt zwischen 0,2 Tagen bei einem pH-Wert von 9 und 17 Tagen bei einem pH-Wert von 5.

## Verwendung
Pinoxaden wird als Herbizid verwendet. Es wurde von Syngenta entwickelt und wird gegen Gräser eingesetzt. Die Wirkung beruht auf der Beeinflussung des Lipid-Metabolismus der Zellen. Es hemmt die Acetyl-CoA-Carboxylase.
Das Zulassungsverfahren für Pinoxaden in der Europäischen Union ist noch nicht abgeschlossen. Nachdem Syngenta die Unterlagen zur Zulassung im März 2004 eingereicht hatte, wurde ihre Vollständigkeit im Juni 2005 durch die EU-Kommission festgestellt. Wenn diese Feststellung vorliegt, können die Mitgliedsstaaten der EU vorläufige Zulassungen für Pflanzenschutzmittel mit diesem Wirkstoff erteilen. Die Ermächtigungen zur Verlängerung vorläufiger Zulassungen wurden 2010 und 2012 für jeweils zwei Jahre verlängert.
In Deutschland, Österreich und der Schweiz sind Pflanzenschutzmittel (z. B. Axial) mit diesem Wirkstoff zugelassen.